# Al-Wahda (Damaskus)
al-Wahda (arabisch الوحدة, DMG al-Waḥda ‚Einheit‘) ist ein syrischer Sportverein aus Damaskus. Der 1928 gegründete Klub ist vor allem durch seine Männerfußballmannschaft bekannt. al-Wahda spielt im Abbasiden-Stadion, das auch von der syrischen Nationalmannschaft regelmäßig genutzt wird. Die 1976 erbaute Arena ist mit 45.000 Plätzen nach dem Aleppo International Stadium das zweitgrößte Stadion Syriens. In den Saisons 2003/04 und 2014 wurde holte al-Wahda den Meistertitel. Im AFC Cup 2004 erreicht der Verein den 2. Platz. Den syrischen Landes-Pokal holte der Klub 1993 und 2003.
Erfolgreichste Sparte des Vereins ist die Frauen-Basketballmannschaft. Außerdem gibt es noch Mannschaften von Männern sowie von Frauen im Kampfsport und Handball.

## Vereinserfolge

### National
- Syrischer Meister: 2003/04, 2014[1]

- Syrischer Pokalsieger: 1993, 2003
- Syrischer Pokalfinalist: 1983/84

### Kontinental
- AFC Cup

Finalist: 2004